# Bördekreis
Bördekreis is een voormalig district (Landkreis) in de Duitse deelstaat Saksen-Anhalt. Het had een oppervlakte van 872,43 km² en een inwoneraantal van 76.101 (31 december 2005). Het district is tijdens de tweede herindeling van Saksen-Anhalt op 1 juli 2007 opgegaan in het nieuwe district Börde.

## Steden
De volgende steden liggen in het district:
- Sülzetal
- Seehausen
- Wanzleben
- Hadmersleben
- Oschersleben
- Gröningen
- Kroppenstedt